# 植田寿蔵
植田 寿蔵（うえだ じゅぞう、1886年3月11日 - 1973年11月27日）は、日本の美学者、美術史家、京都帝国大学名誉教授。

## 来歴
京都府生まれ。1911年京都帝大文科大学卒、1919年同講師、1919年助教授、1925-1927年ヨーロッパ留学、帰国後九州帝国大学文学部教授、1929年京都帝大助教授、1932年教授、1946年退官し講師となり、1947年名誉教授。
西洋美術のみならず日本美術、文芸まで含めて多数の著作を著した。

## 著書
- 芸術哲学 改造社 1924
- 近代絵画史論 岩波書店 1925
- 芸術史の課題 弘文堂書房 1935
- 日本美術 弘文堂 1940
- 視覚構造 弘文堂書房 1941
- 日本の美の精神 弘文堂書房 1944
- 美学短篇 角川書店 1948
- 美の批判 弘文堂書房 1948
- 文芸の存在 小説をとほして見出されたる文芸の根源的構造 弘文堂 1949
- セザンヌ以後 フランスの絵画 弘文堂 1949（アテネ新書）
- ミレエ 弘文堂 1950（アテネ文庫）
- ファン・ホッホ 弘文堂 1950（アテネ文庫）
- 近代の絵画の方向 絵画における美の歴史的構造 弘文堂 1951
- 西洋美術史 弘文堂 1953（アテネ新書）
- 傑作と凡作との論理 弘文堂 1954（アテネ文庫）
- 芸術の論理 創文社 1955
- 絵画の論理 創文社 1967
- 日本の美の論理 創文社 1970
- 絵画における南欧と北欧 創文社 1972